# Bloqueador alfa-adrenérgico

Estrutura química da Zolertine (C13H18N6), um bloqueador alfa-adrenérgico

Bloqueadores alfa-adrenérgicos ou alfadrenérgicos são fármacos antagonistas dos receptores adrenérgicos tipo alfa, utilizados no tratamento da hipertensão arterial sistêmica, disfunção erétil, bexiga neurogênica e da hiperplasia prostática benigna.
Os antagonistas alfa podem ser reversíveis ou irreversíveis.

## Mecanismo de ação
Como o sistema simpático normalmente controla a pressão arterial, com ações agonísticas sobre receptores alfa, seu bloqueio causa vasodilatação e conseqüente taquicardia reflexa, em resposta à queda de pressão arterial (reflexo barorreceptor).

## Exemplos
São exemplos de antagonistas alfa reversíveis:
- Doxazosina (usada para relaxar vias urinárias);
- Fenoxibenzamina (bloqueador alfa irreversível);
- Fentolamina (utilizada no tratamento de disfunção erétil);
- Labetalol (também é beta bloqueador, usado para tratar hipertensão);
- Prazosina; (usado para tratar hipertensão);
- Tansulosina (usada para relaxar vias urinárias);
- Tolazolina (usado no tratamento da hipertensão pulmonar do recém-nascido)[2].